# 호세 이그나시오 데 마르케스
호세 이그나시오 데 마르케스 바레토(스페인어: José Ignacio de Márquez Barreto, 1793년 9월 7일 ~ 1880년 3월 21일)는 콜롬비아의 제2대 대통령이었으며 프란시스코 데 파울라 산탄데르 정권 시절 부통령이었다.

## 출생과 사망
호세 이그나시오 데 마르케스는 보야카 주의 라미리키에서 태어났으며 1880년 보고타에서 87세를 일기로 사망하였다.

## 정부에서
1821년, 마르케스는 27세의 나이에 쿠쿠타 의회에서 의장으로 선출되었다. 의장으로 선출된 이후, 그는 시몬 볼리바르를 대통령으로, 프란시스코 데 파울라 산탄데르를 부통령으로 임명하였다. 후에 그는 토마스 시프리아노와 호세 일라리오를 수용할 만큼의 권력을 획득하였다..
1831년에 그는 도밍고 카이세도의 비서로 임명되었다.

## 대통령
1832년 그는 대통령 겸 부통령으로 임명되었다. 마르케스는 프란시스코 데 파울라 산탄데르 대통령 하에 부통령 직을 맡았다. 1832년 산탄데르가 해외 여행을 갔을 때, 그는 임시 대통령이 되었다.
1837년 공식적으로 대통령이 되었다.

## 역대 선거 결과
| 선거명      | 직책명                         | 대수 | 정당   | 1차 득표율 | 1차 득표수 | 2차 득표율 | 2차 득표수 | 3차 득표율 | 3차 득표수 | 4차 득표율 | 4차 득표수 | 결과 | 당락                              |
| ----------- | ------------------------------ | ---- | ------ | ---------- | ---------- | ---------- | ---------- | ---------- | ---------- | ---------- | ---------- | ---- | --------------------------------- |
| 1832년 선거 | 누에바그라나다 공화국의 부통령 | 2대  | 무소속 | 67.74%     | 42표       |            |            |            |            |            |            | 1위  | 콜롬비아 부통령 당선              |
| 1833년 선거 | 누에바그라나다 공화국의 대통령 | 1대  | 무소속 | 2.77%      | 35표       |            |            |            |            |            |            | 3위  | 낙선                              |
| 1833년 선거 | 누에바그라나다 공화국의 부통령 | 3대  | 무소속 | 34.45%     | 422표      | 38.60%     | 22표       | 38.60%     | 22표       | 33.33%     | 19표       | 2위  | 낙선                              |
| 1837년 선거 | 누에바그라나다 공화국의 대통령 | 8대  | 무소속 | 38.93%     | 616표      | 59.62%     | 860표      |            |            |            |            | 1위  | 누에바그라나다 공화국 대통령 당선 |